# Coleophora flavineella
Coleophora flavineella é uma espécie de mariposa do gênero Coleophora pertencente à família Coleophoridae.